# Biessenhofen
Biessenhofen là một đô thị ở Ostallgäu bang Bayern thuộc nước Đức.